# Isochariesthes multiguttata
Isochariesthes multiguttata es una especie de escarabajo longicornio del género Isochariesthes, tribu Tragocephalini, subfamilia Lamiinae. Fue descrita científicamente por Hunt & Breuning en 1955.
Se distribuye por República Sudafricana y Suazilandia. Mide aproximadamente 7-7,5 milímetros de longitud. El período de vuelo ocurre en los meses de enero y noviembre.